# Résolument moderne, Gauguin céramiste
Résolument moderne, Gauguin céramiste est un ouvrage de l'écrivain et critique d'art Alain Georges Leduc, sur l'œuvre céramique du peintre Paul Gauguin avec une postface de Raymond Perrot.

## Repères biographiques
Paul Gauguin a de qui tenir : il a pour grand-mère Flora Tristan, d'origine péruvienne par son père dont il héritera le goût des voyages. Elle quittera son mari avec ses deux enfants d'abord pour l'Angleterre puis l'Amérique du Sud avant de devenir vers 1840 l'une des premières féministes françaises.
Paul Gauguin va passer sa prime jeunesse au Pérou, à Lima, dans la famille de son grand-père. Puis il voyage beaucoup comme matelot. Il fait le tour du monde ; revenu en France, il se range rapidement : petit emploi chez un agent de change puis mariage avec une jeune Danoise, Mette God.
Dès 1877, il commence à sculpter, œuvres classiques comme les bustes de son fils, Émile, et de sa femme. Son maître d'alors, Camille Pissarro, l'invite à la quatrième exposition du groupe impressionniste en 1882. Il reniera ensuite l'impressionnisme, écrivant en 1877 : « L'art est une abstraction. Tirez-la de la nature en rêvant devant. » À partir de 1884, il se consacre entièrement à son art. Sa vie va désormais être faite d'allers et retours à travers les années impressionnistes jusqu'en 1886, la période bretonne de 1886 à 1891 et les deux grands séjours océaniens, de 1891 jusqu'à sa mort, en 1903.

## Gauguin céramiste
En juin 1886, guidé par le peintre et graveur Félix Bracquemond, il écrit : « Je prendrai un petit atelier près de l'église de Vaugirard où je travaillerai pour la céramique à sculpter des pots comme le faisait autrefois Aubé. » Ainsi commence le Gauguin céramiste, influencé aussi par Ernest Chaplet et ses œuvres « à la barbotine ».
Mais pour lui, la vie est difficile, très difficile même. Il voulait vivre de sa peinture et compte alors plus sur la céramique. Il va se donner à fond dans cette activité, produisant en quelques mois quelque cinquante cinq pièces. Aidé par Chaplet, il se confronte à la barbotine et, très vite, réussit à synthétiser l'apport de ces différents artistes pour en tirer la quintessence et en donner sa propre vision artistique.
Il étudie aussi à Copenhague « les tanagras, les sigillées et surtout les étagères des salles égyptiennes avec leurs vases canopes, les scarabées d'onyx et les palettes à fard ». Pour lui, une céramique n'est pas qu'un simple support, c'est la pâte et le décor, c'est l'ensemble qu'il travaille en reprenant des thèmes qui lui sont chers comme La Chanteuse ou La Toilette.
Gauguin réalise alors ce qu'Albert Aurier appelle ses « étranges et barbares et sauvages céramiques où, sublime potier, il a pétri plus d'âme que d'argiles ». C'est un syncrétiste qui s'approprie, qui intègre ce qu'il voit, « un symbolisme synthétique » écrira André Breton. La pratique de la céramique influence son dessin, prépare son évolution vers le cloisonnisme « qui définira son style extérieur ».
Ses sujets favoris alors : des pastorales, des scènes agrestes avec beaucoup d'animaux tels qu'agnelet, mouton, porc, coq, le thème de Léda qu'il remplace souvent par des oies. Son voyage calamiteux à La Martinique va pourtant avoir des effets bénéfiques : dès son retour, il crée une série d'une vingtaine de céramiques « plus sculpturales que les premières. » En décembre 1887, il expose pour la première fois ses céramiques chez Boussod et Valadon, dont Félix Fénéon dira : « Paul Gauguin est surtout un potier. Le grès honni, néfaste et dur, il l'aime… » Plus que la ligne, c'est le matériau qui prime dans sa peinture, avec des tons de brun, « de cuivre et de glaise cuite » qui rappellent ses céramiques.

## Oviriet le modernisme
Gauguin aime ce qu'il y a d'aléatoire, les coulures d'émail, les déformations de la matière passée au feu. « Il faut dit-il, remplacer le tourneur par des mains intelligentes qui puissent communiquer au vase la vie d'une figure tout en restant dans le caractère de la matière. » C'est à la fusion des éléments qu'il pense quand il dit que « la céramique n'est pas une futilité ».
Oviri, son chef-d'œuvre en céramique, dit-on souvent, qu'il destinait à sa tombe, se trouve au musée d'Orsay. Entre deux séjours en Océanie, il est à Paris, partageant l'atelier de Mucha. Le petit héritage d'un oncle lui donne, pour quelque temps, un peu plus d'aisance financière. Pourtant, c'est un homme diminué par la maladie qui va exécuter cette œuvre.
Alain Georges Leduc la décrit ainsi : « La belle Oviri d'Orsay a les seins menus et les fesses évasées, possède de gros sourcils bien marqués et une très longue chevelure enveloppant les épaules. […] Son sensuel déhanchement qui l'apparente au contrapposto de L'Esclave mourant de Michel-Ange, se retrouve au même moment dans Le Baiser d'Edvard Munch (1895). Lovée sur elle-même, pelotonnée, Oviri semble fléchir sur les genoux et donne une impression d'apesanteur… »
Il se définit lui-même comme « un enfant et un sauvage ». Il aime cette image de l'artiste qui s'abandonne à son instinct et évite d'intellectualiser. C'est pour cela qu'il récusera toute référence à une quelconque école picturale. C'est un aspect essentiel de son attirance pour l'Océanie et ses objets. N'écrira-t-il pas à Daniel de Monfreid : « Vous trouverez toujours le lait nourricier dans les arts primitifs… »

## Oviriet ses conceptions picturales
Gauguin aime ce qu’il y a d’aléatoire, les couleurs d’émail, les déformations de la matière. « Il faut, dit-il, remplacer le tourneur par des mains intelligentes qui puissent communiquer au vase la vie d’une figure, tout en restant dans le caractère de la matière. » C’est à la fusion des éléments qu’il pense quand il précise que « la céramique n’est pas une futilité ». Il rêve à cette époque de faire de la céramique un art à part entière et non plus un art mineur, un « art décoratif ».
Une grande œuvre est toujours polysémique et Oviri ne déroge pas à la règle. « L’Ève de mon choix est presque toujours un animal ; voilà pourquoi elle est chaste quoique nue », répond Gauguin à Eugène Tardieu de L’Écho de Paris en 1895. Cette même année, il envoie deux exemplaires de bois gravé Oviri avec cette dédicace : « À Stéphane Mallarmé, cette étrange figure cruelle énigme ». Il ne lui reste que sept ans à vivre.
Après le travail du grès, il s’attaque à un autre matériau bon marché réalisant de sculptures en bois. Odilon Redon, qui l’apprécie beaucoup, écrit en 1903 dans Le Mercure de France : « J’aime surtout en lui le somptueux et princier céramiste, là, il crée des formes nouvelles. » Pionnier en la matière, Gauguin mélange les formes cérames et picturales, glisse par exemple une assiette dans Nature morte au couteau, Tournesols et poires en 1901, une calebasse dans Nave nave mahana (Jours délicieux, Lyon).
Il utilise aussi des collages, des assemblages (Idole à la coquille et Idole à la perle, Orsay, 1892-1893) avec leurs incrustations de perles et de nacre, ou Le Portrait de Valérie Roumi, qui sont « radicalement novateurs, […] des formes disloquées donc dans une société qui se disloque… » qui ont beaucoup influencé Ossip Zadkine.
Ce n’est qu’en 1949, avec l’exposition du centenaire à l’Orangerie, que Gauguin fut vraiment reconnu comme l'« initiateur des principales avant-gardes du XXe siècle (car) il fut le premier à utiliser le grès de manière aussi sculpturale et son tempérament le conduisit à inventer des lignes et des couleurs qui allaient jouer un rôle déterminant dans la genèse des formes nouvelles ».

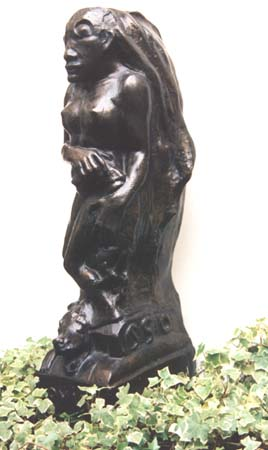
Oviri

## La fausse sculpture de Gauguin
Au début des années 2000, l'Art Institute de Chicago fait l'acquisition d'une statue représentant un faune, attribuée à Paul Gauguin. En fait, il s'agit d'un faux exécuté par des Anglais spécialistes du genre, les Greenhalgh. Ils étaient particulièrement bien renseignés puisque le faussaire Shaun Greenhalgh s'est basé sur une œuvre disparue de l'artiste mais connue incontestablement par un dessin et avait été exposée à Paris en 1917.

#### Sur Gauguin
- Françoise Cachin, Gauguin, Flammarion, 2003, 311 p.  (ISBN 978-2080112958).
- Jean-Luc Coatalem, Je suis dans les mers du Sud. Sur les traces de Paul Gauguin, Paris, Grasset, 2001, 314 p.  (ISBN 2-246-58561-9).
- Bengt Danielson, Gauguin à Tahiti et aux îles Marquises, Éditions du Pacifique, 1975, 327 p.  (ISBN 978-2857000570).
- Max-Paul Fouchet, Gauguin, Éditions Henri Scrépel, coll. « Le Peintre et l'Homme », Paris, 1975, 54 p. (ASIN B0007AMG0K).
- Daniel de Monfreid, Sur Paul Gauguin, La Rochelle, 2003  (ISBN 2-84327-092-8).
- Jean-François Staszak, Géographies de Gauguin, Paris, Bréal, 2003, 256 p.  (ISBN 2-7495-0124-5).

#### Sur Gauguin céramiste
- Carole Andréani, Les Céramiques de Gauguin, Éditions de l'Amateur, 2003, 160 p.  (ISBN 2859173587).
- Geneviève Becquart et Dominique Szymusiak, Du Second Empire à l'Art nouveau. La création céramique dans les musées du Nord-Pas-de-Calais, Lille, 1986 (ASIN B00KX1FXQW).
- Merete Bodelsen, Gauguin’s Ceramics: A Study in the Development of his Art, Londres, Faber and Faber, 1964, 238 p.  (ISBN 978-0571058280).
- Marc Ducret et Patricia Monjaret, L'École de Carriès. L'art céramique à Saint-Amand-en-Puisaye, 1888-1940, Éditions de l'Amateur, coll. « Amateur », 1997  (ISBN 9782859172459).
- Christopher Gray, Sculpture and Ceramics of Paul Gauguin, Baltimore, 1963 ; Hacker Art Books, rééd. 1980, 338 p.  (ISBN 978-0878172634).
- Marcel Guerin, L’Œuvre gravé de Gauguin, Paris, 1927 ; rééd. San Francisco, 1980, 250 p.  (ISBN 978-0915346370).
- Georges Wildenstein et Raymond Cogniat, Gauguin 1. Catalogue, Paris, Éditions Les Beaux Arts, 1964 (ASIN B00DMAGVD0).
- Haruko Hirota, « La Sculpture de Paul Gauguin dans son contexte (1877-1906) [et le catalogue raisonné informatisé de l'œuvre sculpté] », thèse de doctorat, Sorbonne, 1998.
- Philippe Verdier, « Les Céramiques de Gauguin », Cahiers de la céramique, du verre et des arts du feu, no  41, 1968.